# 大石定重
大石 定重（おおいし さだしげ）は、戦国時代の武将。武蔵国守護代。山内上杉家の家臣。大石氏遠江守家5代目当主。高月城のち滝山城主。

## 略歴
大石氏は武蔵国人で山内上杉家の有力宿老の一つ。代々上杉氏重臣として武蔵守護代を任されていた。
応仁元年（1467年）、大石憲儀の庶子として誕生。遠江守家4代目は伯父・源左衛門尉で、源左衛門尉は文明9年（1477年）5月8日の武蔵針谷原合戦において戦死している。定重の初見史料は道興『廻国雑記』で、長享元年（1487年）に亡父の三十三回忌を供養した「大石信濃守」として登場する。「信濃守」の受領名は遠江守家の歴代には見られず、定重が庶子であるためと考えられている。万里集九『梅花無尽蔵』では、同年に集九に対して亭名「万秀斎」を求めた「武蔵目代大石定重」として登場し、この時点で家督を継承し武蔵守護代に就き、「定重」を名乗っていたことが確認される。「定」の一字は上杉顕定からの偏諱であると考えられている。
永正7年（1510年）6月、上田政盛が権現山城で挙兵した際には、上杉憲房・上杉朝良軍として成田顕泰・長尾氏と共に参加し、援軍の伊勢宗瑞（北条早雲）を撃退し乱を平定した。大石顕重の代より高月城を本拠地に構えていたが、後北条氏の勢力が武蔵まで拡大し高月城では防備に不安があるとして、永正18年（1521年）、定重は高月城の北東1.5kmに滝山城を築城、本拠を移した（ただし、滝山城の築城を永禄年間とする有力な新説がある）。
大永7年（1527年）、死去。